# سیارک ۳۰۸۹
سیارک ۳۰۸۹ (به انگلیسی: 3089 Oujianquan، نامگذاری:1981XK2) سه هزار و هشتاد و نهمین سیارک کشف شده‌است که در ۳ دسامبر ۱۹۸۱ کشف شد.
قدر مطلق سیارک برابر ۱۱٫۰۰ است.